# Zoe and Charlie
Zoe and Charlie é um desenho animado produzido em 1994 pela produtora CinéGroupe. A série é sobre dois irmãos chamados Zoe e Charlie que brincam de vários contos-de-fadas, mas com finais diferentes dos finais originais dos contos-de-fadas.. Foi transmitida no Brasil pela emissora educativa TVE na década de 90.
Zoe é uma garota alta e muito magra que está sempre de maiô verde e tem cabelos longos e crespos que são presos nos lados. Charlie é um menino baixo e gordo que veste um macacão com uma camisa listrada por baixo.